# Cancional
El estilo cancional es una forma de composición o de arreglo musical, en donde se presenta una melodía o un cantus firmus que aparece en la voz superior. Su escritura es homofónica y está concebido principalmente para cuatro o cinco voces.
En el siglo XVII se desarrolló este estilo a partir de las canciones y las piezas instrumentales homofónicas del Renacimiento, compuestas principalmente para cinco voces.
Los corales a cuatro voces de Johann Sebastian Bach, encontrados al final de muchas de sus cantatas, en sus oratorios o entre sus casi 200 armonizaciones de corales (BWV 250 a 438), se consideran ejemplares en este sentido por seguir las normas del estilo cancional de forma muy estricta. A pesar de ello, éstos fueron muy criticados en su época por el uso constante de cromatismo y de enlaces armónicos complejos.
- Datos: Q5747080